# Hollywood Tonight
«Hollywood Tonight» — песня Майкла Джексона с его первого посмертного альбома 2010 года Michael. Песня была также выпущена отдельным синглом. Это был второй сингл с этого альбома, в США он вышел 11 февраля 2011 года.
Первоначальная демо-версия была записана в 1999 году, в период подготовки альбома Invincible, но в альбом песня не вошла. Позже, в 2006 и 2008 годах Джексон возвращался к песне и дорабатывал её. Планировалось, что «Hollywood Tonight» будет на новом альбоме Майкла, который должен был выйти в 2009 году, одновременно с началом тура This is it. Но альбом не был выпущен в связи со смертью артиста.

## Список композиций
| №                   | Название                                    | Длительность |
| ------------------- | ------------------------------------------- | ------------ |
| 1.                  | «Hollywood Tonight» (Throwback Mix)         | 3:46         |
| 2.                  | «Hollywood Tonight» (DJ Chuckie Radio Edit) | 3:54         |
| 3.                  | «Hollywood Tonight» (DJ Chuckie Remix)      | 6:02         |
| 4.                  | «Hollywood Tonight» (Radio Edit)            | 3:46         |
| Общая длительность: | Общая длительность:                         | 16:48        |

| №                   | Название                            | Длительность |
| ------------------- | ----------------------------------- | ------------ |
| 1.                  | «Hollywood Tonight» (Throwback Mix) | 3:46         |
| 2.                  | «Behind the Mask» (Radio Edit)      | 3:36         |
| Общая длительность: | Общая длительность:                 | 7:22         |

| №                   | Название                               | Длительность |
| ------------------- | -------------------------------------- | ------------ |
| 2.                  | «Hollywood Tonight» (Throwback Mix)    | 3:48         |
| 3.                  | «Hollywood Tonight» (DJ Chuckie Remix) | 5:58         |
| Общая длительность: | Общая длительность:                    | 6:06         |

## Чарты
| Чарт (2011)                              | Наив. поз. |
| ---------------------------------------- | ---------- |
| Бельгия (Ultratip 50 Wallonia)           | 5          |
| Бельгия (Ultratip 50 Flanders)           | 16         |
| Германия (German Singles Chart)          | 55         |
| Польша (Polish Dance Chart, ZPAV)        | 19         |
| Великобритания (UK Singles Chart)        | 152        |
| Великобритания (UK Radio Airplay Chart)  | 35         |
| США (Billboard Hot R&B/Hip-Hop Songs)    | 60         |
| США (Billboard Dance/Club Play Songs)    | 1          |
| Россия (TopHit Top Radio & YouTube Hits) | 32         |

### Итоговые чарты за год
| Чарт (2011)                          | Поз. |
| ------------------------------------ | ---- |
| США (Billboard Hot Dance Club Songs) | 30   |